# Karl-Heinz Prudöhl
Karl-Heinz Prudöhl (n. 3 decembrie 1944, Skarszewy, voievodatul Pomerania, Polonia) este un canotor ce a reprezentat Republica Democrată Germană, medaliat olimpic. A participat la o ediție a Jocurilor Olimpice (1976) în care a câștigat o medalie de aur.

## Participări
Lista de mai jos prezintă principalele competiții la care a participat Karl-Heinz Prudöhl de-a lungul carierei.
- rowing at the 1976 Summer Olympics – men's eight[*][4]